# Henryk Dwojacki
Henryk Tomasz Dwojacki (ur. 2 lutego 1926, zm. 8 grudnia 2010) – polski urzędnik oraz działacz społeczny, dyrektor ogrodu zoologicznego w Łodzi (1953–1957) oraz działacz Polskiego Stowarzyszenia Diabetyków.

## Życiorys
Dyrektor Miejskiego Ogrodu Zoologicznego w Łodzi (IV 1953–1957), a także Parku Kultury i Wypoczynku na Zdrowiu, Miejskich Pralni i Farbiarni, ARPIS-u i Straży Miejskiej w Łodzi. Założyciel, organizator i prezes (1988–1989) Zarządu Głównego Stowarzyszenia Chorych na Cukrzycę PRL. Założyciel Polskiego Stowarzyszenia Diabetyków i pierwszy prezes (od 1999) Zarządu Wojewódzkiego w Łodzi.
Pochowany został na cmentarzu komunalnym Doły w Łodzi (Kwatera: XI, Rząd: 40, Grób: 12).

## Wyróżnienia
- Krzyż Oficerski Orderu Odrodzenia Polski (2001) – za wybitne zasługi w działalności społecznej na rzecz osób chorych na cukrzycę[1].
- Honorowy Prezes Zarządu Wojewódzkiego Polskiego Stowarzyszenia Diabetyków w Łodzi (2003)[5].